# Expeditie Robinson 2011
Expeditie Robinson 2011 (en castellano, Expedición Robinson) fue un reality show de supervivencia extrema, esta es la 12.da temporada del reality show belga-holandés Expeditie Robinson, transmitido por RTL5 y 2BE. Fue conducido por Eddy Zoëy y Evi Hanssen, se estrenó el 1 de septiembre de 2011 y finalizó el 1 de diciembre de 2011. Esta temporada fue grabado en Filipinas, específicamente en la provincia de Camarines Sur y contó con 16 participantes. La belga Tanja Dexters es quien ganó esta temporada.
Esta décimo-segunda temporada contó con 16 participantes divididos en 2 tribus; la primera es la tribu Kamp Zuid representada por el color amarillo y la segunda es Kamp Noord representada por el color rojo. Esta temporada duró 32 días.

## Innovaciones
- Temporada Celebrity: Esta temporada comenzó solo con concursantes famosos.

## Equipo del Programa
- Presentadores: 
  - Eddy Zoëy, lidera las competencias por equipos.
  - Evi Hanssen, lidera los consejos de eliminación.

## Participantes
| Participante                       | Edad | Tribu Original | Tribu Mezclada                            | Tribu Definitiva                          | Resultado Final                            | Estadía |
| ---------------------------------- | ---- | -------------- | ----------------------------------------- | ----------------------------------------- | ------------------------------------------ | ------- |
| Tanja Dexters Miss Bélgica 1998.   | 34   | Kamp Noord     | Kamp Noord                                | Visserseiland                             | Ganadora de Expeditie Robinson 2011        | 32 días |
| Niko Van Driessche Presentador.    | 28   | Kamp Zuid      | Kamp Zuid                                 | Visserseiland                             | 2.° lugar de Expeditie Robinson 2011       | 32 días |
| Sascha Visser Actor.               | 23   | Kamp Noord     | Kamp Noord                                | Visserseiland                             | 14.to Eliminado de Expeditie Robinson 2011 | 32 días |
| Patrick Martens Actor.             | 33   | Kamp Noord     | Kamp Noord                                | Visserseiland                             | 13.er Eliminado de Expeditie Robinson 2011 | 31 días |
| Jochem Uytdehaage Skater.          | 35   | Kamp Noord     | Kamp Zuid                                 | Visserseiland                             | 12.do Eliminado de Expeditie Robinson 2011 | 31 días |
| Esther Schouten Boxeadora.         | 33   | Kamp Noord     | Kamp Zuid                                 | Visserseiland                             | 11.ra Eliminada de Expeditie Robinson 2011 | 28 días |
| Lauretta Gerards Actriz.           | 24   | Kamp Zuid      | Kamp Noord                                | Visserseiland                             | 10.ma Eliminada de Expeditie Robinson 2011 | 25 días |
| Anne De Baetzelier Presentadora.   | 47   | Kamp Zuid      | Kamp Zuid                                 | Visserseiland                             | 9.na Eliminada de Expeditie Robinson 2011  | 22 días |
| Nicolas Liébart Celebridad.        | 31   | Kamp Noord     | Kamp Noord                                | Visserseiland                             | 8.vo Eliminado de Expeditie Robinson 2011  | 19 días |
| Kobe Van Herwegen Actor.           | 27   | Kamp Zuid      | Kamp Zuid                                 |                                           | 7.mo Eliminado de Expeditie Robinson 2011  | 16 días |
| Dominique van der Hulst Cantante.  | 30   | Kamp Noord     | Kamp Noord                                | 6.ta Eliminada de Expeditie Robinson 2011 | 16 días                                    |         |
| Deborah Ostrega Actriz y cantante. | 38   | Kamp Zuid      | Kamp Zuid                                 | 5.ta Eliminada de Expeditie Robinson 2011 | 13 días                                    |         |
| Sylvia Geersen Modelo.             | 26   | Kamp Noord     | Kamp Noord                                | 4.ta Eliminada de Expeditie Robinson 2011 | 10 días                                    |         |
| Freddy De Kerpel Boxeador.         | 63   | Kamp Zuid      | Kamp Noord                                | 3.er Eliminado de Expeditie Robinson 2011 | 7 días                                     |         |
| Katerine Avgoustakis Cantante.     | 28   | Kamp Zuid      |                                           | 2.da Eliminada de Expeditie Robinson 2011 | 5 días                                     |         |
| Sipke Jan Bousema Presentador.     | 35   | Kamp Zuid      | 1.er Eliminado de Expeditie Robinson 2011 | 3 días                                    |                                            |         |

## Desarrollo

### Competencias
| Episodio | Emisión                  | Inmunidad             | Eliminado | Salida |
| -------- | ------------------------ | --------------------- | --------- | ------ |
| 1        | 1 de septiembre de 2011  | Kamp Noord            | Sipke Jan | Día 3  |
| 2        | 8 de septiembre de 2011  | Kamp Noord            | Katerine  | Día 5  |
| 3        | 15 de septiembre de 2011 | Kamp Zuid             | Freddy    | Día 7  |
| 3        | 15 de septiembre de 2011 | Kamp Zuid             | Tanja     | Día 7  |
| 4        | 22 de septiembre de 2011 | Kamp Zuid             | Sylvie    | Día 10 |
| 5        | 29 de septiembre de 2011 | Kamp Noord            | Deborah   | Día 13 |
| 6        | 6 de octubre de 2011     | Kamp Zuid             | Dominique | Día 16 |
| 7        | 13 de octubre de 2011    | Tanja                 | Kobe      | Día 16 |
| 8        | 20 de octubre de 2011    | Niko                  | Nicolas   | Día 19 |
| 9        | 27 de octubre de 2011    | Niko / Esther         | Anne      | Día 22 |
| 10       | 3 de noviembre de 2011   | Esther                | Lauretta  | Día 25 |
| 11       | 10 de noviembre de 2011  | Tanja                 | Esther    | Día 28 |
| 12       | 17 de noviembre de 2011  | Niko                  | Jochem    | Día 31 |
| 13       | 24 de noviembre de 2011  | Niko / Tanja          | Patrick   | Día 31 |
| Episodio | Emisión                  | Consejo final         | Ganadora  | Salida |
| 14       | 1 de diciembre de 2011   | Sascha / Niko / Tanja | Tanja     | Día 32 |

### Jurado Final
Por primera vez en una temporada de Expeditie Robinson, el ganador no fue elegido por ex-concursantes. Sino que compitió junto a otros 2 finalistas para determinar al ganador y el segundo lugar.

## Estadísticas Semanales
| Participante | Episodio  | Episodio  | Episodio  | Episodio  | Episodio  | Episodio  | Episodio  | Episodio     | Episodio     | Episodio     | Episodio     | Episodio     | Episodio     | Episodio     |
| Participante | Equipos   | Equipos   | Equipos   | Equipos   | Equipos   | Equipos   | Equipos   | Individuales | Individuales | Individuales | Individuales | Individuales | Individuales | Individuales |
| Participante | 1         | 2         | 3         | 4         | 5         | 6         | 7         | 8            | 9            | 10           | 11           | 12           | 13           | 14           |
| ------------ | --------- | --------- | --------- | --------- | --------- | --------- | --------- | ------------ | ------------ | ------------ | ------------ | ------------ | ------------ | ------------ |
| Tanja        | Gana      | Gana      | Salvada   | Eliminada |           | Reingresa | Inmune    | Salvada      | Salvada      | Salvada      | Inmune       | Salvada      | Inmune       | Ganadora     |
| Niko         | Salvado   | Salvado   | Gana      | Gana      | Salvado   | Gana      | Salvado   | Salvado      | Inmune       | Salvado      | Salvado      | Inmune       | Inmune       | 2.º Lugar    |
| Sascha       | Gana      | Gana      | Salvado   | Salvado   | Gana      | Salvado   | Gana      | Salvado      | Salvado      | Salvado      | Salvado      | Salvado      | Salvado      | Eliminado    |
| Patrick      | Gana      | Gana      | Salvado   | Salvado   | Gana      | Salvado   | Gana      | Salvado      | Salvado      | Salvado      | Salvado      | Salvado      | Salvado      | Eliminado    |
| Jochem       | Gana      | Gana      | Gana      | Gana      | Salvado   | Gana      | Salvado   | Salvado      | Salvado      | Salvado      | Salvado      | Eliminado    |              |              |
| Esther       | Gana      | Gana      | Gana      | Gana      | Salvada   | Gana      | Salvada   | Salvada      | Inmune       | Inmune       | Eliminada    |              |              |              |
| Lauretta     | Salvada   | Salvada   | Salvada   | Salvada   | Gana      | Salvada   | Gana      | Salvada      | Salvada      | Eliminada    |              |              |              |              |
| Anne         | Salvada   | Salvada   | Gana      | Gana      | Salvada   | Gana      | Salvada   | Salvada      | Eliminada    |              |              |              |              |              |
| Nicolas      | Gana      | Gana      | Salvado   | Salvado   | Gana      | Salvado   | Gana      | Eliminado    |              |              |              |              |              |              |
| Kobe         | Salvado   | Salvado   | Gana      | Gana      | Salvado   | Gana      | Eliminado |              |              |              |              |              |              |              |
| Dominique    | Gana      | Gana      | Salvado   | Salvado   | Gana      | Eliminada |           |              |              |              |              |              |              |              |
| Deborah      | Salvada   | Salvada   | Gana      | Gana      | Eliminada |           |           |              |              |              |              |              |              |              |
| Sylvie       | Salvada   | Salvada   | Gana      | Eliminada |           |           |           |              |              |              |              |              |              |              |
| Freddy       | Gana      | Gana      | Eliminado |           |           |           |           |              |              |              |              |              |              |              |
| Katerine     | Salvada   | Eliminada |           |           |           |           |           |              |              |              |              |              |              |              |
| Sipke Jan    | Eliminado |           |           |           |           |           |           |              |              |              |              |              |              |              |

Competencia en equipos (Días 1-17)
     El participante gana junto a su equipo y continua en competencia.
     El participante pierde junto a su equipo pero no es eliminado.
     El participante pierde junto a su equipo y posteriormente es eliminado.
     El participante es eliminado, pero vuelve a ingresar.
Competencia individual (Días 18-32)
     Ganadora de Expeditie Robinson 2011.
     2°.Lugar de Expeditie Robinson 2011.
     El participante gana la competencia y queda inmune.
     El participante pierde la competencia, pero no es eliminado.
     El participante es eliminado de la competencia.

## Audiencias
| Episodio | Fecha de emisión           | Espectadores | Lugar en la audiencia |
| -------- | -------------------------- | ------------ | --------------------- |
| 1        | «1 de septiembre de 2011»  | 1.244.000    | Tercero               |
| 2        | «8 de septiembre de 2011»  | 1.228.000    | Quinto                |
| 3        | «15 de septiembre de 2011» | 1.116.000    | Cuarto                |
| 4        | «22 de septiembre de 2011» | 1.176.000    | Sexto                 |
| 5        | «29 de septiembre de 2011» | 1.199.000    | Cuarto                |
| 6        | «6 de octubre de 2011»     | 1.220.000    | Quinto                |
| 7        | «13 de octubre de 2011»    | 1.172.000    | Séptimo               |
| 8        | «20 de octubre de 2011»    | 1.184.000    | Sexto                 |
| 9        | «27 de octubre de 2011»    | 1.235.000    | Cuarto                |
| 10       | «3 de noviembre de 2011»   | 1.062.000    | Décimo                |
| 11       | «10 de noviembre de 2011»  | 1.320.000    | Tercero               |
| 12       | «17 de noviembre de 2011»  | 1.243.000    | Quinto                |
| 13       | «24 de noviembre de 2011»  | 1.198.000    | Quinto                |
| 14       | «1 de diciembre de 2011»   | 1.326.000    | Segundo               |